# غیر تک‌همسری
غیر تک‌همسری اصطلاحی فراشمول برای اشاره به هر عمل یا نگرش به روابط عاشقانه غیر دونفره است که با جدیت از اصول تک‌همسری، به ویژه داشتن تنها یک نفر به عنوان شریک جنسی و عاطفی، پیروی نمی‌کند. از این نظر، غیر تک‌همسری ممکن است به‌درستی برای توصیف رابطه خارج از ازدواج، ازدواج گروهی یا چندهمسری به کار رود. غیرتک‌همسری به معنای خیانت نیست زیرا همه طرفین با ساختار رابطه موافقت می‌کنند. در این نوع رابطه شرکا اغلب به یکدیگر متعهد هستند و خیانت در بسیاری از روابط غیر تک‌همسری رفتاری مشکل‌زا تلقی می‌شود.

## بهداشت عمومی و جنبهٔ اخلاقی

پرچم پلی پراید احتمالاً اولین نمادی است که برای جامعه چندهمسری ایجاد شده و توسط جیم ایوانز طراحی شده‌است.

برای برخی، اصطلاح غیر تک‌همسری از نظر معنایی دلالت بر این دارد که تک‌همسری یک هنجار است، بنابراین سایر اشکال رابطه جنسی را کج‌رفتاری و به نوعی ناسالم یا غیراخلاقی می‌دانند.
تصور می‌شود میزان بیماری‌های مقاربتی میان افرادی که رابطه غیر تک‌همسری دارند، بیشتر است. با اینکه این افراد شرکای جنسی بیشتری دارند، اما تحقیقات نشان می‌دهد که خطر انتقال بیماری‌های مقاربتی در این افراد بیشتر از تک‌همسرها نیست. زیرا احتمال اینکه این افراد به‌طور منظم مورد آزمایش قرار بگیرند بیشتر است. همچنین احتمال اینکه این افراد درمان به موقع دریافت کنند و نتیجه آزمایش خود را با دیگران به اشتراک بگذارند بیشتر است.